# Berlischky-Pavillon

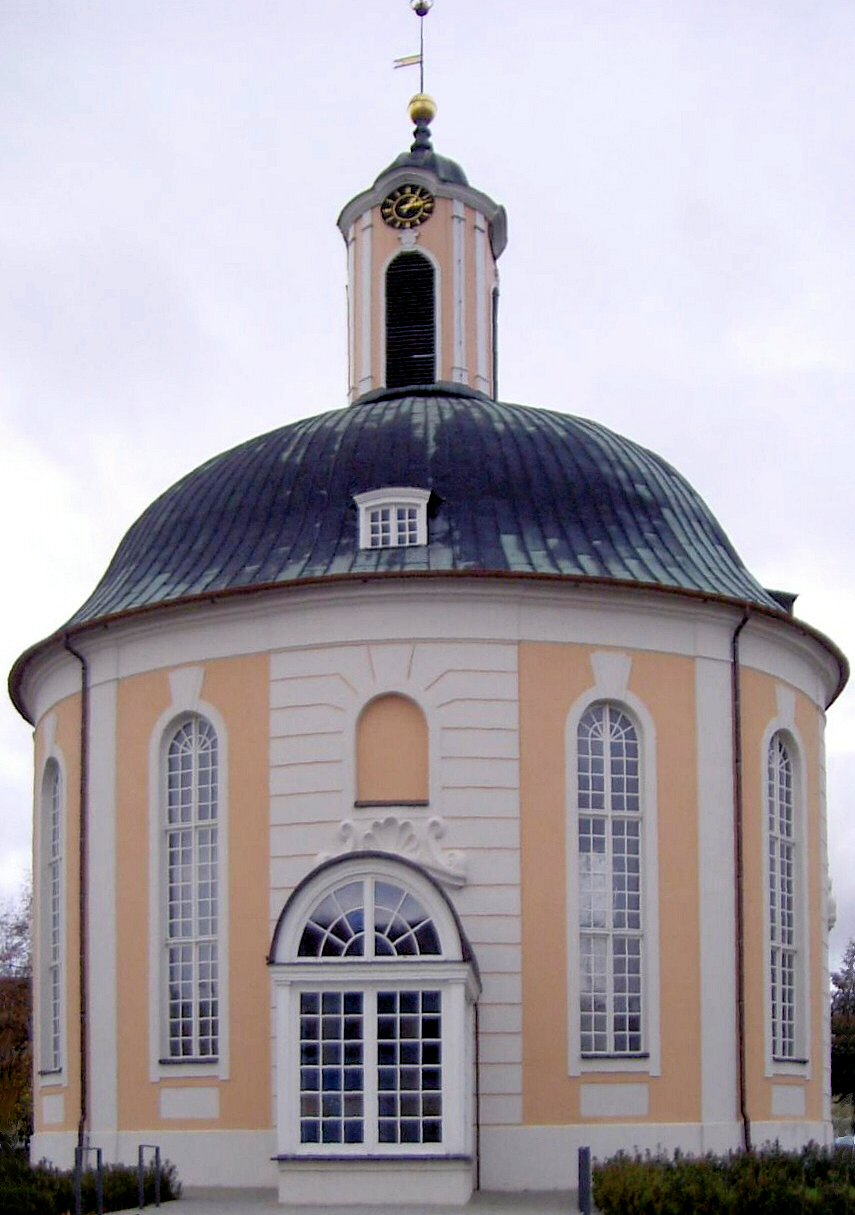
„Berlischky-Pavillon“ in Schwedt/Oder

Der Berlischky-Pavillon ist eine ehemalige französisch-reformierte Kirche in Schwedt/Oder, die ab 1777 nach Plänen von Georg Wilhelm Berlischky errichtet wurde. Sie wird heute für standesamtliche Trauungen, Konzerte der Musikschule und Aufführungen der Uckermärkischen Bühnen genutzt.
Die vom Markgrafen Friedrich Heinrich in Auftrag gegebene Kirche war Teil der barocken Bebauung des Schwedter Herrschaftssitzes. Sie wurde am 29. August 1777 eingeweiht. Der Innenraum wurde zwischen 1777 und 1785 im Stile des Rokoko gestaltet. Neben der Nutzung als Kirche der französisch-reformierten Gemeinde von 1777 bis 1908 sowie von 1945 bis 1976, wurden hier auch die Schwedter Markgrafen beigesetzt. Anfang der 1990er Jahre wurden deren Särge in den Berliner Dom umgebettet. 1925 wurde das Gebäude von Wilhelm II. der Stadt übergeben und diente als Gedächtnishalle für die Gefallenen des Ersten Weltkrieges.
Der ovale Grundriss des Ziegelbaus ist 15,50 × 10,80 Meter groß, wobei sich die Hauptachse parallel zur Schwedter Schlossfreiheit, der heutigen Lindenallee, orientiert. Das Dach war mit Schindeln gedeckt. Die vier symmetrisch angeordneten Eingänge sind von Risaliten umrahmt. Zwischen den Eingängen sind je zwei hohe Rundbogenfenster angeordnet, die jeweils durch eine Lisene voneinander abgesetzt sind.
1984 erfolgte eine grundlegende Erneuerung, bei dem der ursprüngliche Bau prinzipiell erhalten blieb, das Dach aber mit Kupferblech gedeckt wurde. Seitdem trägt das Bauwerk den Namen „Berlischky-Pavillon“ und wird als Veranstaltungsort genutzt.